# 気になる!
『気になる!』（きになる）は、2003年3月31日 - 2004年3月26日までテレビ朝日（関東ローカル）で月曜 - 金曜9:55 - 10:30に放送されていた主婦向けの生活情報番組。

## 概要
前番組『うるおい宣言!』の後を継いで平日午前10時台前半で放送開始。この番組では歌手で女優の芳本美代子をメイン司会に迎え、前番組から同局アナウンサーの富川悠太が続投。また6月より同じくアナウンサーの高橋真紀子（当時、現在：同局コンテンツビジネス局契約著作権部所属）が加わる。
「六本木発 等身大生活情報バラエティ番組」（富川曰く）として、メインターゲットである女性（主に30代以上の主婦層）向けに最新の「気になる!」情報を届ける番組で、紹介するテーマはファッション、グルメ、最新グッズなど日替わりで、多彩であった。また、番組後半（10時20分ごろ - ）ではテレビ朝日リビング（現在：ロッピングライフ）提供のテレビショッピングコーナーがあった。なお、祝日は『スーパーモーニング』の10時30分までの放送時間延長により、放送は休止となっていた。
テレビ朝日の平日10時台は、視聴率が平均1％ - 2%台で推移していた。そのため、1週間 - 2週間内に『スーパーJチャンネル』などのニュース・情報番組で放送した特集を再編集した特集企画を放送するなどでテコ入れをしものの、結果的にはわずか1年で番組は終了。後番組として、翌週3月29日から『快適!ズバリ』（司会：石井希和アナ、ラッシャー板前ほか）が開始、2005年6月まで続く。

## 出演者

### 司会
- 芳本美代子
- 富川悠太（テレビ朝日アナウンサー）
- 高橋真紀子（テレビ朝日アナウンサー、現在：コンテンツビジネス局契約著作権部）

### リポーター
- 川幡由佳
- 田畑祐一（テレビ朝日アナウンサー）
- 清水俊輔（テレビ朝日アナウンサー）

ほか

## コーナー
- 今日の特集
- 曜日別企画
- テレビ朝日リビング朝のショッピング

など

## 参考
- 富川悠太（テレビ朝日「アナウンサーズ」）→「過去の担当番組」→「気になる!」